# Lil Jon
Lil Jon, nome artístico de Jonathan Mortimer Smith, (27 de Janeiro de 1971 em Atlanta, Geórgia) é um rapper, produtor, DJ e ator americano, além de ser fundador da gravadora BME Recordings. Criador do estilo Crunk, que consiste num estilo pesado, variando do Hip Hop, mas possui batidas muito mais dançantes e fortes, que animam a música. Também um dos expressivos pioneiro do trap music

## Biografia

### Como começou
Lil Jon começou como Dj, e em 1989 terminou sua carreira em "Atlanta's Douglass High School". Em 1996, ele conheceu Lil Bo e Big Sam, assim formaram o grupo Lil Jon & The East Side Boys, para criar o álbum Get Crunk, Who U Wit: Da Album.Na época em que trabalhava como DJ com o seu tio Chris Judged e T-Pain em Atlanta, despertou o interesse de Jermaine Dupri (considerado um dos maiores produtores da história de todo o hip-hop). Assim Dupri chamou Jon para trabalhar no seu selo So So Def, ele apresentava um programa na rádio V103, fez vários remixes para artistas como: Usher, Ludacris, Too Short e Xscape.

### Primeiros sucessos
Em 1996 lançou o álbum Get Crunk, Who U Wit: Da Album, a sua single Who You Wit tocou muito nas rádios de Atlanta trazendo mais fama para ele.
Em 2001 ele estava pronto para lançar seu segundo álbum: We Still Crunk!!, as singles Put ya hood Up e Bia Bia com fortes batidas e vocais botaram ele de vez na cena do rap de Atlanta, essas duas canções com certeza ajudaram ele a sair do Sul para ser um cantor de reconhecimento nacional.

## Produções milionárias
muita gente fala que Lil Jon é muito melhor como produtor do que como cantor, não faltam referências para confirmar isso, ele produziu diversas músicas de sucesso como:
- Yeah! (Usher) (a principal canção dele que o ajudou a ser o melhor cantor de 2004 do MTV Wards), além da Música do ano, ele produziu para diversas músicas de sucesso como:
- Goodies (Ciara),
- Step yo game up (Snoop Dogg),
- Let's Go (Trick Daddy),
- Tell Me When to Go (E-40) (que o ajudou a erguer sua audiência para uma escala nacional),
- Culo (Pitbull (rapper)),
- Damn! (YoungBloodZ)
- Cyclone (Baby Bash)
- Salt Shaker (Ying Yang Twins), diversas outras, e todos os seus sucessos, ele utrapassou seu mentor (JD), em um levantamento de uma famosa revista ele lucrou mais de 14 milhões de dólares em 2007 com sua carreira de cantor e principalmente produtor.

## Discografia

### Com osThe East Side Boyz
- Get Crunk, Who U Wit: Da Album (1997)
- We Still Crunk!! (2000)
- Put Yo Hood Up (2001)
- Kings of Crunk (2002)
- Crunk Juice (2004)

### Solo
- Crunk Rock (2010)

### Singles
- Lovers and Friends (2004)

## Video Games
Lil Jon também apareceu em alguns jogos.
- Tony Hawk's American Wasteland (como personagem secreto do jogo)
- 25 To Life (em certo lugar aparece propaganda de um cd dele)
- Def Jam: Icon (como lutador)
- Need for Speed: Underground (toca a música "Get Low" no jogo)

## Filmografia
Em todos os filmes ele faz um papel menor que um minuto.
- Festa No Ar (no papel dele mesmo, no filme ele faz um show com o Ying Yang Twins)
- Boss'n Up (esse é um filme músical do Snoop Dogg)
- Date Movie (papel muito semelhante ao do Festa no ar)
- Scary Movie 4 (ele é o motorista de um carro que morre quando acertam uma peça de carro na cabeça dele)

## Curiosidades
O rapper Lil Jon selou seu caminho para o Guinness com o maior pingente de diamante já produzido. A jóia, com a frase “Crunk Ain't Dead”, tem nada menos que 19 cm de altura por 15 cm de comprimento e pesa mais de 2 quilos.
“Estou feliz que o Livro dos Recordes reconheceu a mim e a minha jóia ‘Crunk Ain’t Dead’. Eu cresci lendo e ouvindo falar sobre pessoas e celebridades que quebravam recordes no Livro dos Recordes e isso sempre me fascinou”, comemorou Lil Jon. “Agora que estou na lista, a sensação é ótima. Vamos só ver quantos rappers tentam superar o meu pingente e quebrar o recorde”.
Quebrar o recorde de Lil Jon não será muito barato: o pingente, produzido por um joalheiro de Beverly Hills, custou US$ 500 mil e contém 3756 diamantes, encravados em uma peça de ouro branco e amarelo de 18 quilates.